# Okirattár
Az okirattár létesítése és fenntartása jogszabály által előírt feladat.
Az ingatlan-nyilvántartásról szóló 1997. évi CXLI. törvény 20. § szerint:
- (1) Az okirattár a bejegyzések alapjául szolgáló okiratokat, illetőleg ezek hitelesített másolatait, a bejegyzés iránti kérelmeket, megkereséseket, valamint az ingatlan-nyilvántartási ügyben keletkezett más iratokat tartalmazza.
- (2) Az okirattárban lévő iratokat az ingatlanügyi hatóság egyéb irataitól elkülönítetten kell kezelni.
- (3) Az okirattárban lévő iratok a köziratokról, a közlevéltárakról és a magánlevéltári anyag védelméről szóló 1995. évi LXVI. törvény hatálya alá tartoznak.